# Macha (Potosí)
Macha ist eine Ortschaft im Departamento Potosí im südamerikanischen Anden-Staat Bolivien.

## Lage im Nahraum
Macha ist der zentrale Ort des Kanton Macha im Municipio San Pedro de Macha in der Provinz Chayanta. Die Ortschaft liegt auf einer Höhe von 3524 m an einem Fluss mit Namen Río Grande, der flussaufwärts den Namen Río Jachcha Kallpa trägt, und flussabwärts über den Río Tres Mojones, den Río Chayanta und den Río San Pedro in den bolivianischen Río Grande führt. Der Ort ist eingerahmt von Bergrücken, die bis auf mehr als 3700 m ansteigen.

## Geographie
Macha liegt am Ostrand des bolivianischen Altiplano, zwischen der Cordillera Azanaques im Westen und dem Hauptgebirgszug der Cordillera Central im Osten. Die Vegetation ist die der Puna, das Klima ist semiarid und ein typisches Tageszeitenklima, bei dem die mittlere Temperaturschwankung im Tagesverlauf deutlicher ausfällt als im Verlauf der Jahreszeiten.
Die mittlere Jahresdurchschnittstemperatur von Macha liegt bei etwa 12 °C, die Monatsdurchschnittswerte schwanken zwischen knapp 9 °C im Juli und knapp 15 °C im November (siehe Klimadiagramm Pocoata). Der Jahresniederschlag beträgt nur 450 mm und fällt vor allem in den Sommermonaten, die Trockenzeit mit Monatswerten von maximal 20 mm dauert von April bis Oktober.

## Verkehrsnetz
Macha liegt in einer Entfernung von 149 Straßenkilometern nördlich von Potosí, der Hauptstadt des gleichnamigen Departamentos.
Von Potosí aus führt die Nationalstraße Ruta 1 in nördlicher Richtung über Tarapaya, Yocalla und Cruce Culta weiter nach Oruro und El Alto, der Nachbarstadt von La Paz und nach Desaguadero am Titicacasee.
In Cruce Culta (früher: Ventilla) zweigt eine unbefestigte Landstraße von der Hauptstraße in nördlicher Richtung ab und erreicht nach 38 Kilometern die Ruta 6 zwei Kilometer nördlich von Macha. Die Ruta 6 führt von hier aus weiter in südöstlicher Richtung über Ocurí nach Sucre und in nordwestlicher Richtung über Pocoata und Uncía nach Oruro.

## Bevölkerung
Die Einwohnerzahl der Ortschaft ist in den vergangenen beiden Jahrzehnten um etwa ein Viertel angestiegen:
| Jahr | Einwohner | Quelle       |
| ---- | --------- | ------------ |
| 1992 | 791       | Volkszählung |
| 2001 | 829       | Volkszählung |
| 2012 | 1135      | Volkszählung |
| 2024 |           | Volkszählung |

Die Region weist einen deutlichen Anteil an Quechua-Bevölkerung auf, im Municipio Colquechaca sprechen 78 Prozent der Bevölkerung Quechua.